# 1542

## Esdeveniments
Països Catalans
- Perpinyà: Setge de Perpinyà. Les tropes de França assetgen la ciutat.
- Montsó, Regne d'Aragó: Corts de Montsó, presidides pel rei Carles I.
- Jeroni de Requesens i Roís de Liori passa de bisbe d'Elna a bisbe de Tortosa i abandona la presidència de la Diputació General de Catalunya.
- L'abat de Santa Maria de Serrateix, Miquel Puig, inicia el seu mandat com a President de la Diputació General de Catalunya.

Resta del món
- 28 de setembre, Califòrnia: Hi arriba el primer europeu, l'explorador portuguès João Rodrigues Cabrilho.

## Naixements
Països Catalans
Resta del món
- 24 de juny, Fontiveros, Àvila: Joan de la Creu, frare carmelita que escrigué una obra poètica molt eminent (m. 1591).[1]
- 28 d'octubre, Spinazzola (Sicília): Michele Ruggieri, jesuïta italià, missioner a la Xina (m. 1607).[2]

- 1 de novembre, Mòdena: Tarquinia Molza, compositora, poeta, filòsofa i virtuosa italiana, implicada en el Concerto delle donne (m. 1617).[3]
- 8 de desembre. Maria I d'Escòcia, de la casa Estuard reina d'Escòcia (m. 1587).[4]

## Necrològiques
Països Catalans
- 21 de setembre, Perpinyà: Joan Boscà i Almogàver, poeta i traductor català, sobretot en llengua castellana, del Renaixement.

Resta del món
- 13 de febrer - Torre de Londres: Caterina Howard, reina consort d'Anglaterra, cinquena esposa d'Enric VIII d'Anglaterra (n. ca 1523).[5]
- 15 de juliol - Florència: Lisa Gherardini, Monna Lisa, dama florentina model del retrat La Gioconda, de Leonardo da Vinci (n. 1479).[6]
- 14 de desembre - Falkland (Fife, Escòcia), Jaume V d'Escòcia, rei d'Escòcia (1513–1542).